# Neoallocotocera fusca
Neoallocotocera fusca är en tvåvingeart som beskrevs av Tonnoir 1929. Neoallocotocera fusca ingår i släktet Neoallocotocera och familjen svampmyggor. Inga underarter finns listade i Catalogue of Life.